# حزب حماة الوطن
حزب حماة الوطن هو حزب سياسي وسطي في مصر. تأسس عام 2013 على يد الفريق جلال هريدي ومجموعة من الضباط المتقاعدين. يرأس الحزب اليوم الفريق جلال هريدي.
وبلغ عدد المقاعد له في مجلس النواب المصري بعدد 18 نائب، أعيد هيكلة للحزب في فبراير 2021 وعين اللواء أركان حرب أحمد العوضي نائبا لرئيس الحزب واللواء طارق نصير أمين عام للحزب والدكتور احمد العطيفى أمين تنظيم الحزب وتوسع الحزب في فتح مقرات ووحدات حزبية جديدة على مستوى الجمهورية وبلغت 2000 وحدة ومقر حزبي جديد.
في مقابلة أجريت معه في ديسمبر 2013، بعد حوالي نصف عام من انقلاب 2013، أعرب هريدي عن دعمه "للجهود التي يبذلها الجيش والشرطة في مواجهة الإرهاب".